# Ribera de Sureda
La Ribera de Sureda, denominada la Ribereta en el seu tram final, discorre pels termes comunals de Sureda, Sant Andreu de Sureda i Argelers de la Marenda, tots de la comarca del Rosselló (Catalunya del Nord).
Es forma per la unió de la Ribera del Tallat d'en Bac i del Còrrec de les Escuderes, al sud-est de la Farga, a la zona meridional del terme de Sureda. Discorre cap al nord, marcant uns profunds meandres mentre passa entre els contraforts septentrionals de la Serra de l'Albera. Quan abandona la zona més muntanyosa i arriba a la Plana del Rosselló, travessa el nucli de Sureda deixant a l'esquerra, oest, el poble vell i a banda i banda les urbanitzacions per les quals s'ha estès el poble. Poc després entra en el terme de Sant Andreu de Sureda, on gira cap al nord-est; passa a ponent i pel nord del poble de Sant Andreu de Sureda, i se'n va cap al nord-oest del poble de Tatzó d'Avall, tot i que hi passa bastant lluny. Decantant-se cada cop més cap al nord-est, va a cercar la zona nord del terme d'aquest poble, poc després fa de límit dels termes de Sant Andreu de Sureda i d'Argelers de la Marenda, entra en el segon d'aquests termes i travessa paral·lel al Tec tota la zona nord del terme d'Argelers de la Marenda, fins que s'aboca en la Mar Mediterrània al Grau de la Ribereta.

## Etimologia
Segons Joan Coromines, el corònim Ribera prové de Riu, abreujat en re-, ri- o ru-, segons el context. La segona part del topònim prové del poble i terme de Vilallonga dels Monts.